# Paula Jones
Pour les articles homonymes, voir Jones.
Paula Corbin Jones, née Paula Rosalee Corbin, le 17 septembre 1966 à Lonoke dans l'Arkansas, est une ancienne fonctionnaire de l'Arkansas qui a poursuivi en justice le président des États-Unis, Bill Clinton, pour harcèlement sexuel. La Cour a renvoyé le procès, avant son début, en raison du fait que Jones n'avait pas réussi à démontrer un quelconque dommage. Cependant, alors que le renvoi était en appel, Clinton consentit à un règlement à l'amiable en donnant 850 000 dollars à Paula Jones.
L'affaire Paula Jones a précipité l'acte d'accusation et la procédure d'impeachment de Bill Clinton. Les charges de parjure et d'obstruction à la justice ont été basées sur les déclarations que Clinton avait effectuées lors de ses témoignages durant le procès de Paula Jones. Les déclarations spécifiques portaient sur la nature de sa relation avec la stagiaire de la Maison-Blanche, Monica Lewinsky, où il a nié avoir eu une relation sexuelle avec cette dernière.

## Jeunesse
Paula Rosalee Corbin Jones est née le 17 septembre 1966 à Lonoke dans l'Arkansas. Elle était la fille d'un ministre méthodiste de l'Église du Nazaréen, et a été élevée comme membre de cette église.

## Jones contre Clinton

### Contexte
Selon les déclarations de Paula Jones elle-même, Paula Jones a été escortée, le 8 mai 1991, dans la chambre de Bill Clinton, alors gouverneur de l'Arkansas, à l'Hôtel Excelsior (maintenant Hôtel Peabody) de Little Rock, Arkansas, où ce dernier lui fit des avances.
Elle a déclaré qu'elle s'était tue au sujet de cet incident jusqu'à ce qu'en 1993 un article de David Brock paru dans The American Spectator fit un compte-rendu retentissant sur un prétendu scandale, parfois mentionné populairement sous le terme de « Troopergate », selon lequel deux policiers (troopers) de l'État de l'Arkansas auraient organisé des liaisons sexuelles pour le gouverneur de l'époque, Bill Clinton en l'occurrence. Ces allégations provenaient de deux policiers de l'État de l'Arkansas, Larry Patterson et Roger Perry.
L'article mentionnait une femme nommée Paula, une référence directe à Paula Jones.
Jones intenta un procès pour harcèlement sexuel contre Bill Clinton, le 6 mai 1994, deux jours avant l'échéance de la loi de trois ans de prescription, en demandant 750 000 $ de dommages et intérêts. L'Arkansas déclara que le policier Danny Ferguson serait nommé comme codéfendeur dans le procès de Paula Jones. Ferguson aurait dit à Jones que le Gouverneur Clinton souhaitait la recevoir dans sa chambre. Ferguson escorta alors Paula Jones jusqu'à la chambre de Clinton et serait resté debout à l'extérieur de la chambre jusqu'à ce que Paula Jones en sorte. Selon Ferguson, quand Jones est sortie, elle aurait déclaré qu'elle ne se souviendrait pas d'avoir été la petite amie de Clinton.
Alors qu'il n'y avait aucun témoin oculaire pour soutenir le témoignage de Jones à l'époque des faits, lorsque Paula Jones fit part de ce harcèlement, beaucoup d'autres femmes ont alors été enclines à témoigner d'un comportement semblable de Bill Clinton à leur égard. À la fin de 1997, la Juge Susan Webber Wright a décidé que Paula Jones « avait droit aux informations sur n'importe laquelle des personnes à qui le président Clinton a proposé des rapports sexuels ou a cherché à avoir des rapports sexuels et qui était, pendant les délais appropriés,  fonctionnaires d'État ou fonctionnaires fédéraux. »

### Procès initial
Paula Jones a commencé par être représentée par Gilbert Davis et Joseph Cammarata, deux avocats du secteur de Washington DC. Plus tard elle rencontra Susan Carpenter-McMillan, une Californienne et commentatrice très conservatrice, qui lui prêta un appui amical et qui est devenue son porte-parole pour la presse. Carpenter-McMillan ne gaspilla son temps dans l'utilisation de la presse pour attaquer Clinton à un niveau bien supérieur, le qualifiant de « non-Américain », de « menteur » et de « Don Juan » sur Meet the Press, Crossfire, Equal Time, Larry King Live, Today, The Geraldo Rivera Show, Burden of Proof, Hannity & Colmes, Talkback Live, et d'autres émissions télévisées. « Je ne respecte pas un homme qui trompe sa femme et expose son pénis à un étranger », a-t-elle dit.
Clinton et sa défense dénièrent à Paula Jones le droit de se porter en procès civil contre un Président en exercice pour des faits antérieurs à ce que le défendant entre en fonction. La défense de Clinton prit la position que le procès devrait être retardé jusqu'à ce que le Président ne soit plus en fonction, parce que le travail de Président est unique et ne lui permet pas de perdre du temps pour traiter avec un procès civil privé. L'affaire poursuivit son chemin de Cour en Cour, pour finir par être examinée le 13 janvier 1997 par la Cour suprême. Le 27 mai 1997, la Cour Suprême se prononça à l'unanimité contre Clinton et permit au procès d'avoir lieu. Bill Clinton rejeta l'histoire de Jones et consentit à se déplacer au procès.

### Changement d'avocats
Le 29 août 1997, les avocats de Paula Jones, Gilbert Davis et Joseph Cammarata, demandèrent de se retirer de l'affaire pensant que l'offre de règlement qu'ils avaient garantie, et que Jones avait refusée, était la façon la plus appropriée de clore l'affaire. En septembre, le Juge Wright accepta leur demande. Paula Jones a alors été représentée par le Rutherford Institute, une organisation juridique conservatrice et par un cabinet d'avocats de Dallas. Carpenter-McMillan a continué à servir de porte-parole de Paula Jones. En décembre 1997, Jones consentit à baisser son arrangement à 525 000 $ et à ne plus avoir Danny Ferguson comme codéfendeur.

### La déclaration de Paula Jones
Sous la menace d'un parjure, Paula Jones déclara que Clinton avait demandé au policier Danny Ferguson de l'escorter jusqu'à la chambre de son hôtel où Clinton fit des avances sexuelles que Jones a rejetées mais finalement Clinton baissa son pantalon et ses sous-vêtements et s'est exposé devant Jones, à ce moment Jones a dit qu'elle devait partir.

### Conclusion de l'Affaire Paula Jones
Avant que l'Affaire Paula Jones aille en procès, la Juge Susan Webber Wright accorda une motion au Président Clinton pour un jugement sommaire, se basant sur le fait que Jones ne pouvait pas démontrer qu'elle avait souffert de quelque dommage, conformément aux lois de l'État de l'Arkansas exposant les normes juridiques d'atrocité et de châtiment, peine ou détresse émotionnelle intentionnels, même si la réclamation de harcèlement sexuel a pu être prouvée autrement. Paula Jones fit appel du renvoi au jury du huitième circuit de la Cour d'Appel des États-Unis, où, à l'argument oral, deux des trois juges du jury ont été compatissants à ses arguments. Le 13 novembre 1998, Clinton s'est arrangé avec Jones pour une somme de 850 000 $, la somme entière de sa réclamation, mais sans aucune excuse, en contrepartie de son accord pour laisser tomber l'appel. Robert S. Bennett, l'avocat de Clinton, maintenait toujours que la réclamation de Jones était sans fondement et que Clinton avait seulement conclu un arrangement financier afin de pouvoir continuer sa vie en étant sûr de ne pas avoir de procès.
En mars 1999, la Juge Wright a jugé que Paula Jones obtiendrait seulement 200 000 $ du règlement et que le reste de l'argent couvrirait les dépenses de procédure. Avant le règlement final du litige, le mariage de Jones s'est dissous et elle s'est montrée dans les médias avec une rhinoplastie et un relooking.
En avril 1999, la Juge Wright a estimé que le Président Clinton s'était comporté avec mépris devant la Cour en faisant un faux témoignage au civil dans l'Affaire Paula Jones. Elle a ordonné à Clinton de régler 1 202 $ à la Cour et 90 000 $ supplémentaires aux avocats de Jones pour des dépenses encourues comme étant la conséquence de ses réponses malhonnêtes et trompeuses au sujet de sa relation supposée avec Monica Lewinsky. Cette somme, cependant, était bien inférieure aux 496 000 $ que les avocats réclamaient initialement à Clinton après que son mépris de la Cour eut été prouvé.
Wright a alors déféré le cas de Clinton devant le Barreau de l'Arkansas pour une sanction disciplinaire et, le 19 janvier 2001, le jour précédant son départ de la Maison Blanche, Clinton a conclu un accord avec le Barreau de l'Arkansas et le procureur indépendant Robert Ray qui lui avait retiré sa licence d'exercice de la profession d'avocat pour une durée de cinq ans. Clinton a alors été privé de sa licence pour cinq ans. Ses frais juridiques ont été payés par un fonds levé à cette fin.

### Connexion entre le parjure du procès Jones et l'Affaire Monica Lewinsky
Les avocats de Paula Jones ont décidé de montrer à la cour un modèle de comportement de Clinton qui a eu ou a essayé d'obtenir à plusieurs reprises des faveurs sexuelles par des fonctionnaires de l'État de l'Arkansas ou des fonctionnaires fédérales. Les avocats de Jones ont donc cité à comparaitre des femmes qu'ils soupçonnaient avoir eu des relations sexuelles avec Bill Clinton; par exemple, Gennifer Flowers, une employée de l'État de l'Arkansas —en janvier 1998, Clinton a admis sous serment qu'il avait eu des relations sexuelles avec elle. Un autre de celles-ci était Monica Lewinsky. Lors de sa déposition durant le procès de Jones, Clinton a nié avoir eu « des rapports sexuels » avec Monica Lewinsky. Grâce à une preuve fournie par Linda Tripp, une robe bleue ayant appartenu à Monica Lewinsky et tachée par le sperme de Clinton, Kenneth Starr a conclu que ce témoignage devant le jury était un faux et un parjure.
Pendant la déposition dans le procès Jones versus Clinton, on a demandé à Clinton « Avez vous jamais eu des rapports sexuels avec Monica Lewinsky, comme ce terme est défini dans l'Annexe de la Déposition 1, comme modifiée par la Cour. » La définition comprenait le contact avec les organes génitaux, l'anus, l'aine, l'intérieur des cuisses, la poitrine, ou les fesses d'une personne avec une intention de réveiller ou de satisfaire le désir sexuel de cette personne, n'importe quel contact des organes génitaux ou de l'anus d'une autre personne, ou le contact de ses organes génitaux ou anus et n'importe quelle partie du corps d'une autre personne directement ou à travers les vêtements. Le juge donna à Bill Clinton l'occasion de passer en revue la définition acceptée. Clinton a catégoriquement nié avoir eu des rapports sexuels avec Madame Lewinsky. Plus tard, Bill Clinton a déclaré au Jury d'accusation commis par le procureur Starr, qu'il avait compris que la définition « de rapports sexuels » tels que convenus lors du procès Jones excluait des caresses sexuelles buccales passives. Ce fut sur la base de cette déclaration qui le charge d'un faux témoignage que la procédure d'impeachment a été rédigée. Clinton a été mis en accusation par la Chambre des Représentants le 19 décembre 1998, sur les charges de faux témoignage et obstruction à la justice. Mais, malgré la majorité républicaine du Sénat, les Républicains furent incapables de rassembler la majorité des deux-tiers exigée pour rendre un verdict de culpabilité.

## La vie après le procès Jones versus Clinton
Maintenant, Paula Jones déclare avoir été la victime tant de Clinton que de ses adversaires républicains. Son dédommagement légal n'a pas couvert les honoraires d'avocats et la vie privée de Jones a été perturbée pendant l'Affaire : elle a divorcé, a acheté une maison après le règlement et dû régler une grande taxe fiscale, ensuite elle a posé nue pour le magazine Penthouse, prétendant qu'elle utiliserait l'argent pour payer ses impôts et financer l'enseignement universitaire de ses deux enfants lorsqu'ils auront l'âge d'y aller. Cela a entraîné qu'elle a été traitée publiquement de « poubelle de parking de camions » par l'auteur Ann Coulter, qui a dit, « j'ai totalement crû qu'elle était la bonne fille chrétienne qui avait souffert de harcèlement sexuel. C'est comme cela qu'elle s'était définie… maintenant, il s'avère qu'elle est une imposture, au moins de façon feinte d'être une personne honorable et morale. » Jones a essayé de se défendre sur Larry King Live, exposant : « je n'ai jamais cherché ou jamais essayé de gagner beaucoup d'argent. On ne m'a pas jamais proposé de contrat pour écrire un livre comme n'importe qui d'autre dans cette énorme affaire. Les livres écrits par Ann Coulter ? Je ne l'ai jamais vue et elle ne m'a jamais appelée pour me dire : « Paula, voudriez-vous que je vous aide à écrire un livre, un livre vraiment agréable et convenable ? » Je n'ai eu d'aide de la part de personne. »
Jones est, par la suite, apparue dans un match de boxe contre Tonya Harding dans l'émission Celebrity Boxing sur Fox TV, en remplacement d'Amy Fisher ; Jones a perdu le match.
En mars 2005, Paula Jones est apparue dans la nouvelle émission Lie Detector (Le Détecteur de Mensonges) sur Pax TV, produite par Mark Phillips Philms et Telephision et a accepté de passer un examen au détecteur de mensonges. On lui a demandé si, alors qu'il était gouverneur, Bill Clinton avait — dans une chambre d'hôtel en 1990 — laissé tomber son pantalon, s'était exposé et lui avait demandé des faveurs sexuelles. Jones répondit oui et l'opérateur du détecteur de mensonges affirma qu'elle disait la vérité. Lie Detector a fait la même proposition à Clinton d'essayer le détecteur de mensonges, mais ce dernier n'a pas répondu à l'invitation. Aucun média diffusant des informations habituellement aux États-Unis n'a fait de commentaires sur les résultats du test de détecteur de mensonges, à l'exception de Hannity et Colmes, qui y a consacré deux ou trois morceaux et l'émission radiophonique de Sean Hannity.